# أرتور كونيغ
أرتور كونيغ (بالألمانية: Artur König)‏ هو سياسي ألماني، ولد في 18 أبريل 1884 في فروتسواف في بولندا، وتوفي في 1945 في شتراوسبرغ في ألمانيا. حزبياً، نشط في الحزب الشيوعي في ألمانيا والحزب الديمقراطي الاجتماعي الألماني. وقد انتخب عضو مجلس النواب الألماني للجمهورية فايمار.